# RQ-2 Pioneer
RQ-2 Pioneer (укр. «Пайоні́р») — тактичний розвідувальний БПЛА. Спільна американо-ізраїльська розробка. Основні функції БПЛА: спостереження та цілевказування.

## Історія
Після війни у Лівані та успішного використання в ній Ізраїлем невеликих розвідувальних БПЛА командування ВМС США проявило інтерес до безпілотних розвідувальних апаратів. Було запропоновано програму розроблення розвідувального БПЛА морського базування.
У 1985 році було підписано контракт з фірмою Pioneer UAV Inc. на виготовлення RQ-2. Перший політ апарат здійснив у грудні 1985 року.
У грудні 1986 року перші RQ-2 «Pioneer» надійшли на озброєння лінкора «Айова». З 1990 року БПЛА RQ-2 «Pioneer» замовляли і в сухопутні частини Армії США.

## Опис

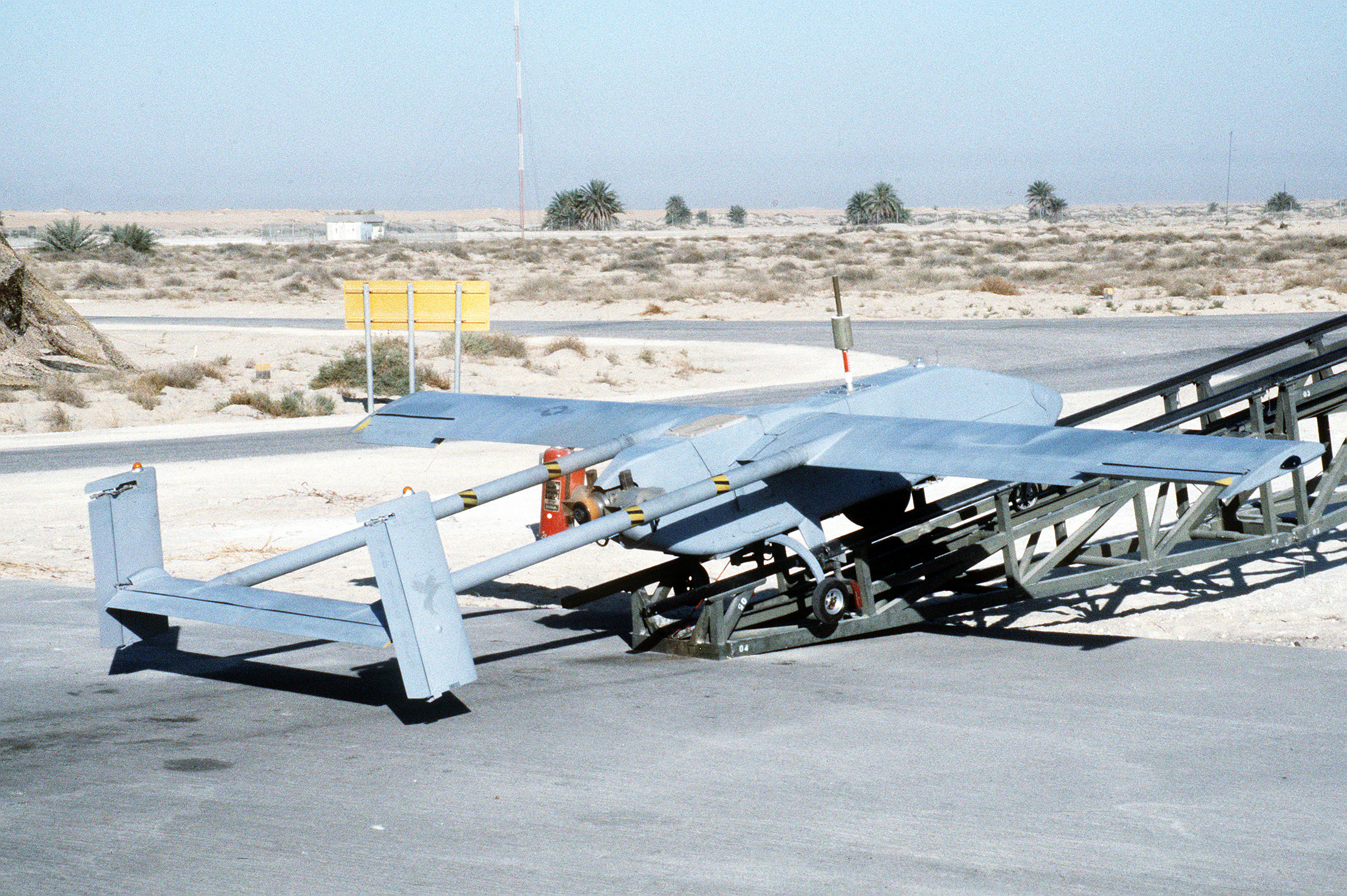
RQ-2 на пусковій установці

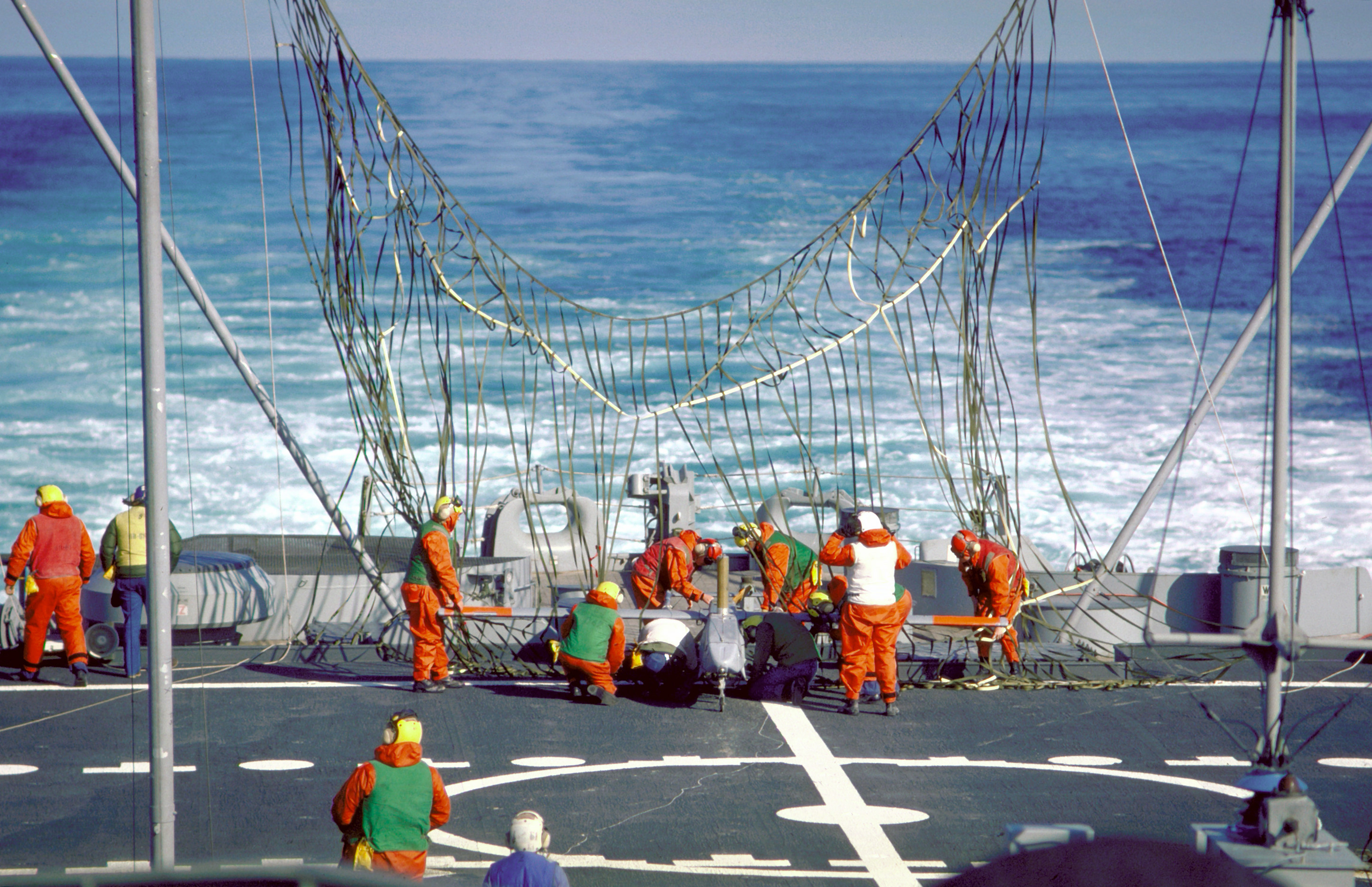
RQ-2 Pioneer на борту лінкора «Айова» після посадки

Особливістю посадки даного апарату на корабель є те, що його приземлення відбувається у розтягнуту сітку. На БПЛА встановлено двотактний двоциліндровий бензиновий двигун потужністю 26 к.с (19 кВт).

## Характеристики модифікації RQ-2A

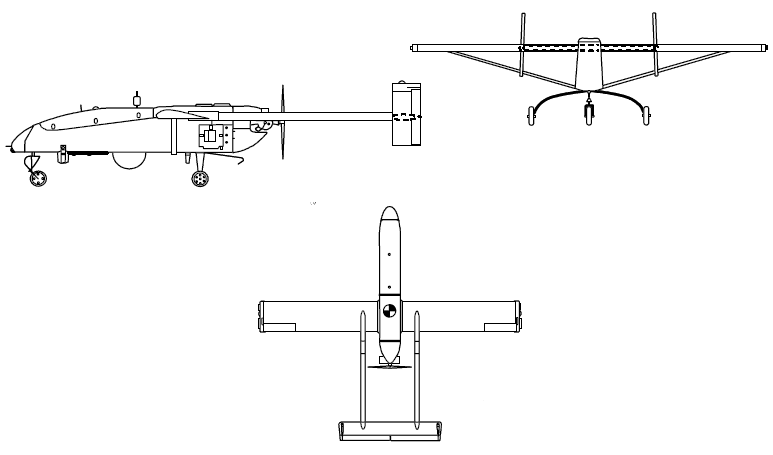
RQ-2B Pioneer

- Розмах крила: 5,15 м
- Довжина: 4,27 м
- Висота: 1,0 м
- Маса: 189 кг
- Запас палива: 44-47 л
- Максимальна швидкість: 176 км/год
- Радіус дії: 185 км
- Тривалість польоту: 5 год
- Практична стеля: 4572 м

## Варіанти та модифікації
- RQ-2A Pioneer — перша модель, виробництво якої розпочалось у липні 1986 року;
- RQ-2B Pioneer (1999) — забезпечена можливість передачі керування від однієї станції до іншої, що дає збільшення радіуса дії, а також оснащено автоматичною системою повернення на базу (англ. UCARS - UAV Common Automatic Recovery System);
- RQ-2C Pioneer (2003) — модифікація, оснащена роторним двигуном UEL AR-741 потужністю 28,3 кВт (38 к.с.) та інфрачервоним лазерним вказівником.

## На озброєнні
- Ізраїль[1];
- США:

- армія США — випробування з 1986 року, на озброєнні з 1990 року;
- ВМС США — з 1986 до 2007 року;
- корпус морської піхоти США — з 1987 року;

- Сінгапур.

## Бойове застосування
- у 1991 році шість систем RQ-2 брали участь в операції «Буря в пустелі», вони зробили понад 300 бойових вильотів загальною тривалістю понад 1000 годин, вогнем зенітної артилерії було збито два RQ-2[3];
- у 1999 році використовувались в ході бомбардування Югославії силами НАТО (в тому числі в Боснії й Косово), тут було втрачено чотири RQ-2[4];
- використовувались в рамках миротворчої місії ООН у Сомалі (1992–1995);
- у 2005 році застосовувались у війні в Іраку.